# Sabangia
Sabangia – wieś w Rumunii, w okręgu Tulcza, w gminie Sarichioi. W 2011 roku liczyła 556 mieszkańców.